# Dorfkirche Gieba

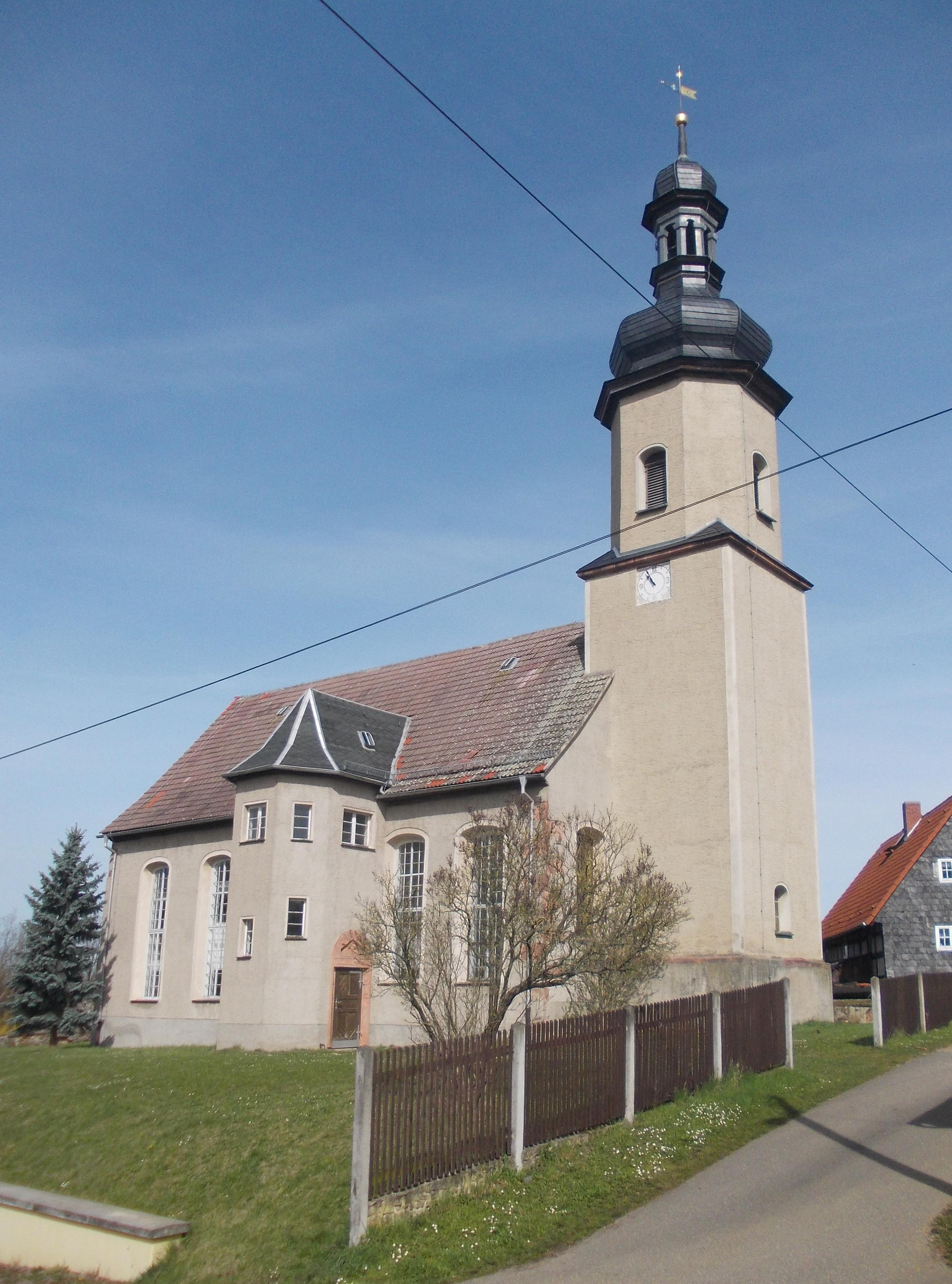
Dorfkirche Gieba

Die evangelisch-lutherische Dorfkirche Gieba steht in Gieba, einem Ortsteil der thüringischen Gemeinde Nobitz im Landkreis Altenburger Land. Die Kirchengemeinde Gieba gehört zum Pfarrbereich Gößnitz im Kirchenkreis Altenburger Land der Evangelischen Kirche in Mitteldeutschland.

## Beschreibung
Die von J. A. Küntzel 1729 anstelle einer Vorgängerkirche erbaute Saalkirche ist mit einem Satteldach bedeckt. Der Chorturm auf quadratischem Grundriss hat ein achtseitiges Geschoss mit der Glockenstube. Auf ihm sitzt eine geschweifte Haube, die von einer offenen Laterne bekrönt wird. Im Glockenstuhl hängen drei Glocken aus den Jahren 1463 und 1718, die 1995 erneuert wurden. Zur Geschichte der Kirchenglocke existiert eine Sage, wonach die Glocke während der Plünderungen der Hussiten 1430 auf mystische Weise selbst verschwand und erst von einem Schwein wiedergefunden wurde.
Nach einem Brand wurde die Kirche 1746 erneuert und später mehrfach renoviert. 1792 wurde der südliche Anbau errichtet, 1819 der nördliche für die Obrigkeit. 1910 sowie 1990–93 wurde die Kirche restauriert. Südlich des Kirchenschiffs schließt sich ein Treppenturm an. Im Innenraum sind zweigeschossige Emporen. Die Kanzel ist aus dem 18. Jahrhundert, das Taufbecken aus dem 17. Jahrhundert.
Die Kirche beherbergt eine Grabplatte aus dem Jahr 1585 für N. von Roßwurm.
Die Orgel hat 23 Register, verteilt auf 2 Manuale und Pedal. Sie wurde 1818 von Christian Friedrich Poppe gebaut.